# Râul Barcului
Râul Barcului este un afluent al râului Lupșa. 